# Gochnatia sagraeana
Gochnatia sagraeana là một loài thực vật có hoa trong họ Cúc. Loài này được Jervis & Alain mô tả khoa học đầu tiên năm 1960.